# Teletón 2010 (Chile)
La Teletón 2010 fue la vigésima tercera versión de la campaña solidaria realizada en Chile los días 3 y 4 de diciembre. El niño símbolo fue Cristóbal Galleguillos, nacido sin extremidades superiores y con malformaciones en sus piernas.
La actividad, que fue transmitida por más de 27 horas consecutivas a través de los canales de la televisión chilena agrupados en la Asociación Nacional de Televisión (ANATEL), se inició desde el Teatro Teletón a las 22:00 horas del 3 de diciembre y desde el Estadio Nacional Julio Martínez Prádanos en su recta final desde las 22:00 horas del 4 de diciembre. Fue producida y dirigida por Mauricio Correa. Esta versión se realizó después de un año sin el evento televisivo, puesto que en diciembre de 2009 y en enero de 2010 se realizaron las elecciones presidenciales y parlamentarias.
Como datos anecdóticos, fue la primera Teletón en ser transmitida en sistema HDTV (alta definición); y fue el segundo evento nacional tras el Chile ayuda a Chile de marzo del mismo año, y que se efectuó para ir en ayuda de los damnificados del terremoto del 27 de febrero.
Luego de prácticamente 28 horas de transmisión ininterrumpida, el monto recaudado durante la jornada solidaria fue de CL$ 18 890 559 347 (US$ 39 167 654), superando en un 13,87% la meta original, cifra que se logró con el último cómputo entregado a las 02:30 horas del 5 de diciembre. El 21 de diciembre, el directorio de la Fundación Teletón entregó la cifra final alcanzada en esta campaña, llegando al total de CL$ 24 420 293 420 (US$ 50 632 995), 47,20 % por sobre la meta trazada. 
Paralelamente en los mismos días, se realizaron los eventos de las teletones de México (tal como ocurrió en 1998 y 2004), Uruguay, Paraguay y Costa Rica en América y de Francia en Europa.

## Campaña

### Lanzamiento

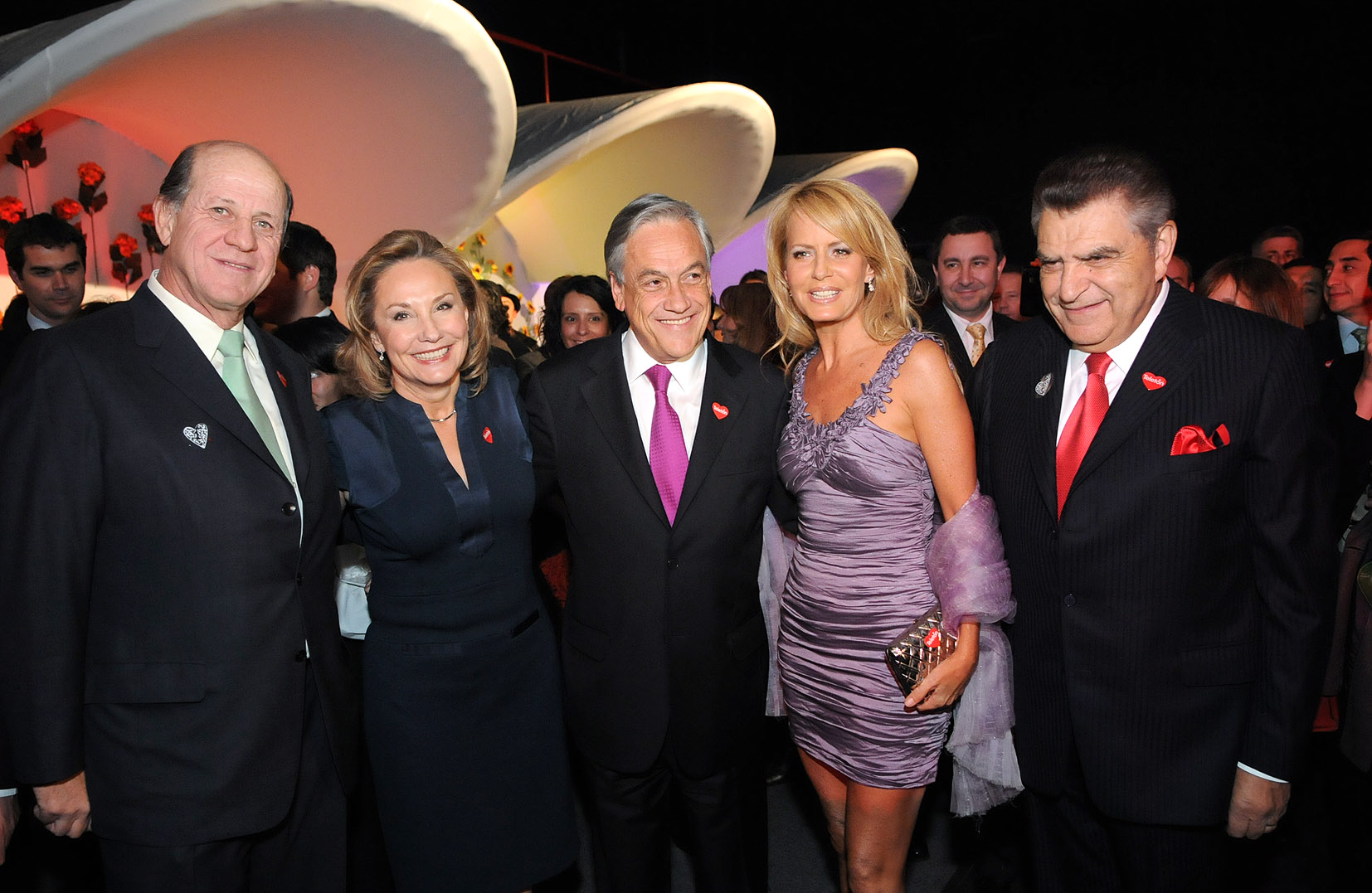
Foto del lanzamiento de la campaña.

El 5 de octubre se dio la partida de manera oficial a la campaña solidaria, en una cena de gala en la que también estuvieron, entre otros invitados, el entonces Presidente de la República Sebastián Piñera y el cantante venezolano Ricardo Montaner. Además, se presentó el himno titulado "¡Teletonízate!", producido por DJ Bitman e interpretado por Leo Rey, Las Capitalinas, MC Billeta, Francisca Valenzuela, Los Charros de Lumaco y Difuntos Correa, en compañía del grupo de danza colectiva Power Peralta.
El acto se transmitió por primera vez en tiempo real a través del sitio web de la teletón, con los comentarios de Juan Manuel Astorga y Nicolás Copano.

### Desarrollo

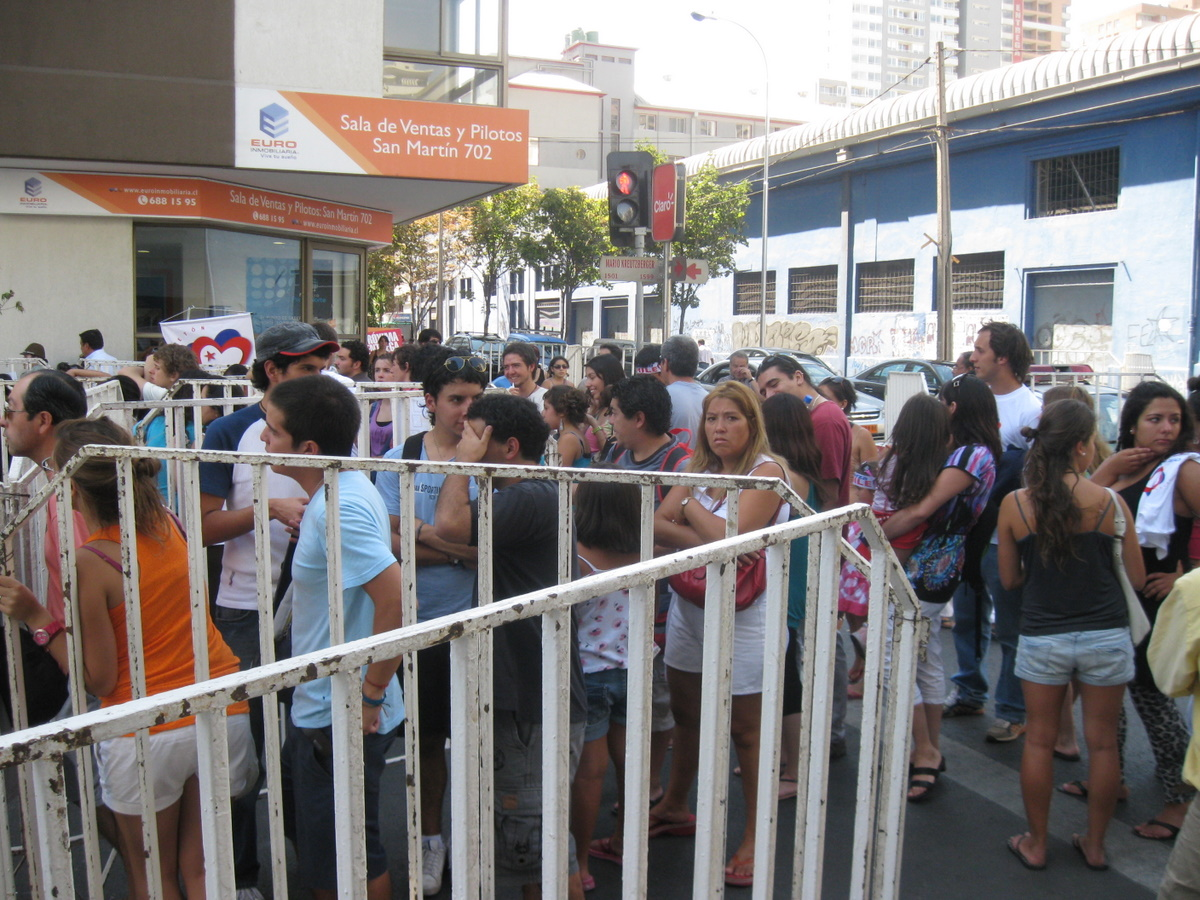
Público haciendo fila para ingresar al Teatro Teletón.

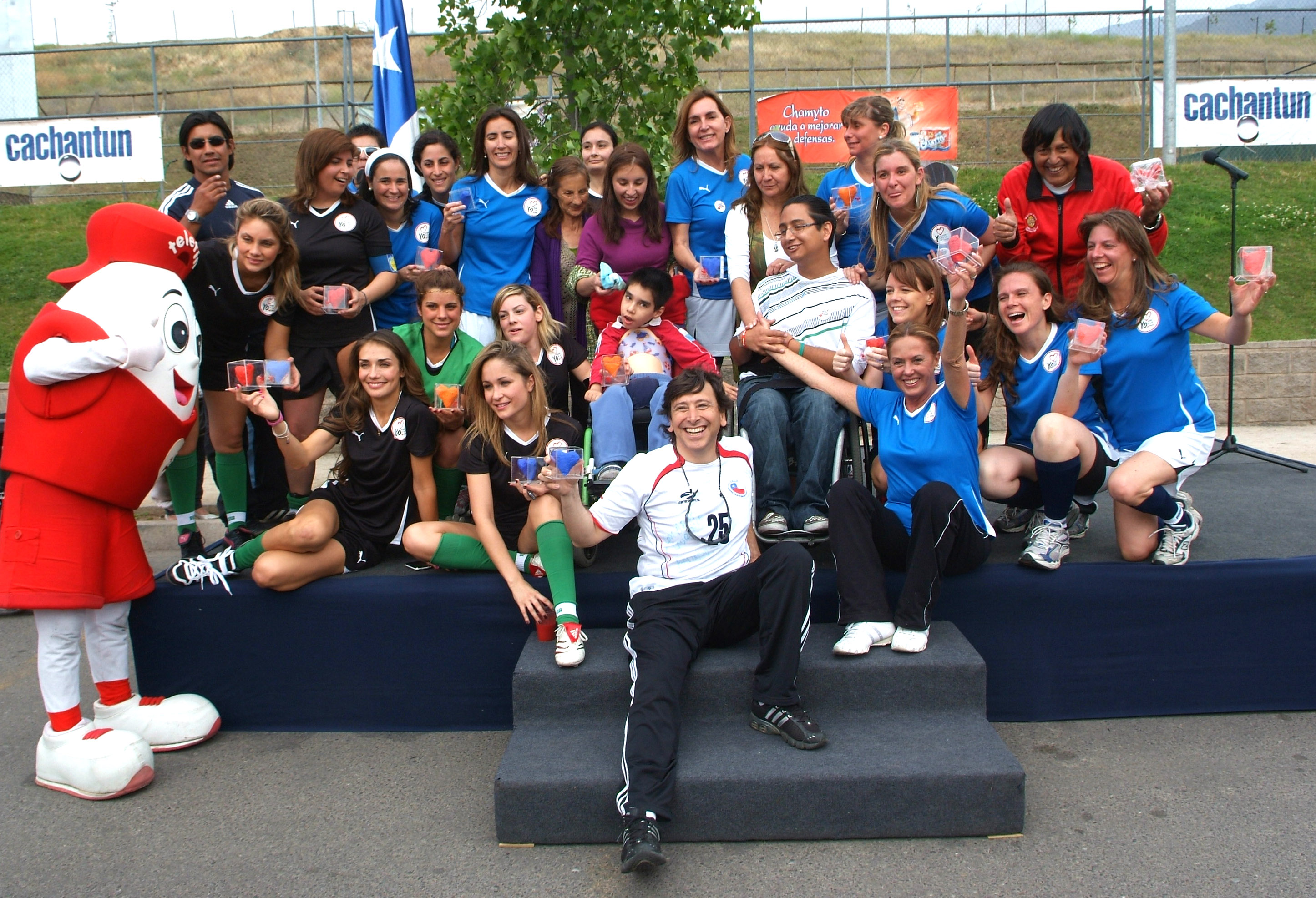
Actividad de fútbol de varias mujeres políticas y de los espectáculos durante la Teletón 2010.

Desde el 2008 que no se realizaba la Teletón, producto de las elecciones que se realizaron en el 2009. Sin embargo, este fue el segundo telemaratón en el que se vio involucrada la Fundación Teletón en ese año, pues realizó junto al Gobierno y a otras organizaciones no gubernamentales la campaña Chile ayuda a Chile, el 5 y 6 de marzo, donde se recaudaron más de 45 mil millones de pesos para construir viviendas de emergencia y escuelas debido al terremoto del 27 de febrero. En relación con dicha catástrofe, algunas historias fueron de niños que se atienden en los Institutos de Rehabilitación Infantil de zonas afectadas como Talca o Concepción.
El 22 de septiembre, se estrenó a través de YouTube el primer comercial, que salió a través de la televisión abierta en los canales afiliados a ANATEL y, a mediados de octubre, empezaron a rotar los avisos de los principales auspiciadores de la campaña, así como afiches en todo el país.

### Gira Teletón
Como ya es tradición, se realizó la gira en donde se buscó motivar a la gente a colaborar con la cruzada solidaria. La caravana de artistas, que fue conducida por Rafael Araneda, Vivi Kreutzberger, Tonka Tomicic y Juan Falcón, comenzó por el tramo norte en las ciudades de Arica el 17 de noviembre, Iquique el 18 de noviembre, Antofagasta el 19 de noviembre, Copiapó el 20 de noviembre y La Serena el 21 de noviembre, para luego iniciar el trayecto en el sector sur visitando las ciudades de Talca el 24 de noviembre, Concepción el 25 de noviembre, Temuco el 26 de noviembre, Valdivia el 27 de noviembre, y finalizar en Puerto Montt el 28 de noviembre.

### Gira Norte
- Arica: 17 de noviembre
- Iquique: 18 de noviembre
- Antofagasta: 19 de noviembre
- Copiapó: 20 de noviembre
- La Serena: 21 de noviembre

### Gira Sur
- Talca: 24 de noviembre
- Concepción: 25 de noviembre
- Temuco: 26 de noviembre
- Valdivia: 27 de noviembre
- Puerto Montt: 28 de noviembre

Toda la caravana fue acompañada por artistas como Chancho en Piedra, Las Capitalinas, Villa Cariño, Croni-K, Los Charros de Lumaco, Douglas, Natalino, Javier Castillo, Camila López, Bárbara Sepúlveda (ex Kudai) Sonora Barón y Los Vásquez, entre otros.

## Participantes
El 5 de noviembre se dieron a conocer los presentadores que acompañarían a Don Francisco en la cruzada solidaria.
| - Américo - Francisca Valenzuela (intérprete del himno oficial «¡Teletonízate!») - Faith No More - Beto Cuevas - Yuri - Inti-Illimani - Pedro Fernández - Los Charros de Lumaco (intérprete del himno oficial «¡Teletonízate!») - Congreso - Illapu - Los Bunkers - Natalino - Carlos Baute - Ricardo Montaner - Juan Luis Guerra - Ricky Martin - Difuntos Correa (intérprete del himno oficial «¡Teletonízate!») - DJ Méndez - Los Jaivas - David Bisbal - Makano - MC Billeta (intérprete del himno oficial «¡Teletonízate!») - Sinergia - Cosculluela - Wisin & Yandel - Las Capitalinas (intérprete del himno oficial «¡Teletonízate!») - Los Vásquez - La Sonora de Tommy Rey - Katherine Orellana - BKN La Banda - Croni-K - Nicole - Gloria Simonetti - José Alfredo Fuentes - Juan David Rodríguez - Denise Rosenthal - Andrés De León - Daniela Castillo - Quique Neira - María Jimena Pereyra - Leo Rey (intérprete del himno oficial «¡Teletonízate!») - Chancho en Piedra - Vanessa Aguilera - César Morales - Ignacio Garmendia - Augusto Schuster - Constanza Piccoli - Gabriela Ernst - La Noche - Noche de Brujas | - Don Francisco - Vivi Kreutzberger - Felipe Camiroaga - Cecilia Bolocco - Sergio Lagos - Tonka Tomicic - José Miguel Viñuela - Carolina de Moras - Diana Bolocco - Rafael Araneda - Karen Doggenweiler - Kike Morandé - Leo Caprile - Eva Gómez - Cristián Pérez - Antonio Vodanovic - Katherine Salosny (Arica, Iquique, Chiu Chiu, Calama, Antofagasta) - Julián Elfenbein (La Serena, Coquimbo, Ovalle, Salamanca, Colina, Valparaíso, Lampa) - Jennifer Warner (Punta Arenas, Puerto Williams, Puerto Aysén) - Karen Doggenweiler (Laja) - Eduardo Fuentes (Talcahuano, Chillán, Talca, Curicó, Santa Cruz) - Luis Jara (Puerto Montt, Valdivia, Temuco) - Rafael Araneda (Santiago, Copiapó) - Juan Carlos Valdivia (Santiago) - Leo Caprile (Santiago) - Diana Bolocco (Santiago) - Nicolás Copano - Juan Manuel Astorga - Valeria Ortega Schettino - Fabrizio Copano - Jean Philippe Cretton - Antonella Ríos - Karol Lucero - Karen Bejarano - Iván Guerrero Mena | - Faryde Kaid (Región de Arica y Parinacota) - Julia Vial (Región de Tarapacá) - Claudio Arredondo (Región de Antofagasta) - Tomás González (Región de Atacama) - Fernando Godoy (Región de Coquimbo) - Claudio Elortegui (Región de Valparaíso) - Iván Zamorano (Región Metropolitana) - Cristián Campos (Región de O'Higgins) - Carmen Gloria Arroyo (Región del Maule) - Cristián Sánchez (Región del Bío-Bío) - Camila López (Región de la Araucanía) - Javiera Contador (Región de la Araucanía) - Mauricio Flores (Región de Los Ríos) - Palta Meléndez (Región de Los Ríos) - Soledad Bacarreza (Región de Los Lagos) - Guillermo Arthur (Región de Aisén) - Ignacio Franzani (Región de Magallanes) - Edison Peña (Llamadas Internacionales) - Alfredo Moreno (Llamadas internacionales) - Gastón Escala (Llamadas internacionales) - Fernando Paulsen (Internet) - Javiera Acevedo - Vanessa Aguilera - Manuel González - Mario Velasco - Juan Andrés Salfate - Savka Pollak - Nicolás Freire - María José Quintanilla - Matilda Svensson - Fernando González - Stefan Kramer - Lucas Escobar - Pablo Freire - Víctor Díaz - Constanza Piccoli - Carlos Eugenio Jorquiera - Nicolás Massú - Roberto Bruce - Germán Valenzuela - José Miguel Furnaro |

## Transmisión
La transmisión como es usual, se hizo en conjunto con todos los canales de televisión agrupados en ANATEL: (Telecanal, La Red, UCV Televisión, TVN, Mega, Chilevisión y Canal 13). La excepción fue cuando cada uno de los canales emitió su propio noticiero o programa entre las 21 y 22 horas del día sábado. La programación fue dada a conocer a través del sitio web de la Teletón.
| Horario                                | Bloque                   | Contenido y presentaciones musicales |
| -------------------------------------- | ------------------------ | --- |
| 22:00-01:30                            | "Obertura"               | Bloque dirigido por Cristián San Miguel y que dio inicio a la jornada solidaria con el tradicional discurso motivacional de Don Francisco y la presentación de los diversos rostros de la televisión. También se sumaron a la inauguración los 33 mineros de Atacama entregando la primera donación del evento correspondiente a $333 633 y las 26 empresas auspiciadoras que en conjunto aportaron $4 177 703 219. Luego de un homenaje a Marcelo Calderón Crispín (representante de Johnson's Clothes) y varios contactos, vino la alocución del entonces Presidente de la República Sebastián Piñera Echenique y, además, la participación de Stefan Kramer con una de sus rutinas de imitación. Presentaciones musicales: - Croni-K — "Arriba la vida" junto al Ballet Folclórico de Chile - Ricky Martin — "Lo mejor de mi vida eres tú" / "Pégate" - Américo — "Adiós amor" / "Te vas" - Ricardo Montaner — "Soy feliz" |
| 01:35-03:32                            | "Humor"                  | Segmento conducido por Rafael Araneda, Leo Caprile, José Miguel Viñuela, Vivi Kreutzberger, Carolina de Moras y Claudia Conserva. Comenzó con un homenaje al comediante Jorge Pedreros quien sufrió, a mediados de ese año, una hemorragia digestiva que lo mantuvo al borde de la muerte, y que estuvo a cargo de varios artistas cantando diversos temas; a continuación se presentaron los integrantes del Jappening con Ja los que cantaron el tema principal de dicho programa. Se presentó Álvaro Salas y también se desarrolló un sketch donde varios famosos caracterizaron a famosos superhéroes: Don Francisco (El Chapulín Colorado), Felipe Camiroaga (Superman), Tonka Tomicic (Batichica), Kike Morandé (Batman), José Miguel Viñuela (Robin), Patricia Maldonado (La Mujer Maravilla), Leo Rey (Linterna Verde), Leo Caprile (Shazam), Gabriele Benni (Spider-Man), Fernando Godoy (He-Man), Cristián Pérez con Savka Pollak (Los Increíbles), Vivi Kreutzberger (Supergirl), el ministro Rodrigo Hinzpeter (Hinz Potter) y Ricardo Montaner (Darth vader). Presentaciones musicales: - Andrés de León, Daniela Castillo, María Jimena Pereyra y Quique Neira — Homenaje a Jorge Pedreros junto al elenco histórico de Jappening con ja |
| 03:50-06:20                            | "Vedetón"                | Sección a cargo de Juan Pablo González y en la que hubo competencias de baile, humor y una presentación especial de aquadance, que iba a realizar Maura Rivera pero que finalmente realizó Carolina "Pampita" Ardohaín desde el Cerro San Cristóbal y Marlen Olivarí. También hubo un carnaval donde se presentaron Maite Orsini, Viví Rodríguez, Francini Amaral, Faloon Larraguibel, Valeria Ortega Schettino, Gianella Marengo y Janis Pope, entre otras. Además se presentaron Patricio Torres junto a parte de su elenco de Teatro en Chilevisión, Mauricio Flores con su compañía de revistas y la argentina Jessica Cirio. También hubo un concurso donde se presentaron Yamna Lobos v/s Carolina Oliva bailando Strip Dance, Jhendelyn Nuñez v/s Nydian Fábregat bailando reguetón y Francesca Cigna v/s Janis Pope bailando el caño. Presentaciones musicales: - Sonora Palacios |
| 06:30-07:55                            | "Chile está de fiesta"   | Bloque musical dedicado a los jóvenes madrugadores. Se entregó un nuevo cómputo de $6 490 832 885 Presentaciones musicales: - Los Vásquez — "Tú me haces falta" / "Miénteme una vez" - Noche de Brujas — "Enseñame a olvidarte" - Sinergia — "El modesto" / Mix de la Nueva Ola junto a Cecilia. |
| 08:15-10:00                            | "Desayuno y folclor"     | Bloque correspondiente al ya famoso desayuno de la Teletón con artistas musicales chilenos. El minero rescatado Edison Peña hizo una breve presentación de Elvis Presley, misma imitación que revolucionó en el programa Late Show with David Letterman. Presentaciones musicales: - Presentación del Grupo Mauco con diversos bailes típicos chilenos. - Katherine Orellana con La Sonora de Tommy Rey — "La vida es un carnaval" - Chancho en Piedra — "Ella quiere" / "Pregonero" |
| 10:18-12:30                            | "Levántate papito"       | El segmento estuvo a cargo de José Tomás Larraín y contó con la participación de niños que fueron los telefonistas durante el bloque. Además, estuvieron los protagonistas de la serie Los 80 Lucas Escobar y Pablo Freire, entre otros artistas. También hubo presentaciones en vivo de grupos musicales y programas de televisión de corte infantil como Otra vez papá, Samir Ubilla y Augusto Schuster integrantes de Amango y Corazón rebelde. Además, en este segmento se inauguró el nuevo centro Teletón Copiapó; con la presencia de Rafael Araneda como animador, la entonces intendenta de la Región de Atacama Ximena Mattas y el presidente del directorio de la Fundación Teletón. Luego se presentó la historia de uno de los niños que se está atendiendo en ese nuevo centro. Presentaciones musicales: - Vanessa Aguilera — "Magic" (cover Selena Gomez) - César Morales — "Baby" (cover de Justin Bieber) - Ignacio Garmendia, Augusto Schuster y Felipe Morales — "Burnin' up" (cover de Jonas Brothers) - Constanza Piccoli — "Here we go again" (cover de Demi Lovato) - Gabriela Ernst — "The best of both worlds" (cover de Miley Cyrus como Hannah Montana) - Makano — "Déjame entrar" / "Su nombre en mi cuaderno" con Josenid - La Noche — "Dame un besito" / "Si me dices adiós" - Croni-K — "Arriba la vida" - Javier Castillo — "Tú eres mi razón" - Power Peralta — "Teletonízate" - Denise Rosenthal — "Men" (desde la inauguración del Centro Teletón Copiapó) |
| 12:50-14:20                            | "Chile popular"          | Todos los estilos musicales se reunieron en este segmento y en donde, además, se incluyó la participación de los elencos de los programas juveniles del momento, quienes hicieron más grata la hora de almuerzo. Presentaciones musicales: - Elenco de Calle 7 — "Calle 7 manda" / "Arriba los chilenos" - Elenco de Yingo — "Sabes" / "Héroes de la noche" - Tomo Como Rey — "El niño maravilla" - Difuntos Correa — "Todos juntos" / "Mujer azul" |
| 14:30-15:55                            | "Fútbol solidiario"      | Desde el Teatro Caupolicán, se jugó el partido de Futsal que enfrentó a dos equipos: - El equipo rojo fue integrado por: el Ministro del Interior Rodrigo Hinzpeter, el cantante DJ Méndez, el excapitán de la selección chilena Iván Zamorano, el exdelantero Carlos Cazsely, el humorista Pancho del Sur, el exjugador de Colo-Colo Daniel Morón, el senador Patricio Walker, el humorista Gigi Martin y Ariel Levy, y que tuvo como director técnico a Elías Figueroa. - El equipo blanco lo integró: el por esos días Ministro de Minería Laurence Golborne, Cristián Sánchez, el diputado Ramón Farías, el senador Ricardo Lagos Weber, el comentarista deportivo Francisco Sagredo y los exfutbolistas Rodrigo Goldberg, Sergio Vargas, Gabriel Mendoza y Marcelo Salas, y que tuvo como director técnico a Juvenal Olmos. El árbitro fue Carlos Chandía y el resultado fue de 11-8 favorable al equipo blanco, que ganó la "Copa Teletón". |
| 16:10-17:45                            | "Desafíos y logros"      | Bloque donde se presentaron variados artistas. Presentaciones musicales: - Grupo Teatro Phi - Leo Rey — "Te sigo amando" / "Quiero ser más que tu amigo" - Coro de niños de la Teletón — "Resistiré" - 3x7 Veintiuna - La Nueva Ola |
| 18:03-21:00                            | "Chile, un sólo corazón" | Bloque final en el Teatro Teletón en donde se presentaron varios artistas, se recibieron donaciones y se exhibieron historias de esfuerzo con el fin de movilizar a los chilenos a ir al Banco de Chile. Además, se presentó Gloria Benavides con su personaje La cuatro dientes junto a Antonio Vodanovic. El segmento finalizó con la entrega del último cómputo en el teatro a las 20:59 horas, el cual fue de $10 136 816 794, siendo la primera vez en la historia del evento en lograr superar la barrera de los 10 mil millones antes de las 21:00 horas. Presentaciones musicales: - Musical La pérgola de las flores , donde Karen Doggenweiler interpretó a Carmela y Américo hizo las veces de Tomasito, mientras que Eliseo Salazar fue el alcalde y Raquel Argandoña, su esposa. - Patricio Manns con Sol Naveillán — "Arriba en la cordillera" - David Bisbal — "Mi princesa" / "Esclavo de sus besos" - José Alfredo Fuentes & Gloria Simonetti — "Qué bonita es mi tierra" / "Me río porque me río" / "Gracias a la vida" - Andrea Tessa & Juan David Rodríguez — "Desde la oscuridad" / "Puedes llegar" / "Sube a nacer conmigo hermano" - Las Capitalinas, Los Maipusitos & Bafochi Juvenil |
| Noticieros de cada canal (21:00-21:59) |                          | |
| 22:00 - 02:37                          | Cierre                   | Último segmento dirigido por Mauricio Correa y que se transmitió desde el Estadio Nacional Julio Martínez Prádanos, en la cual incluyeron las últimas donaciones y, como dato anecdótico, cabe mencionar el hecho de que la familia Luksic, representada por Iris Fontbona, donó $1 000 000. Se presentaron numerosos artistas, se conocieron algunos cómputos, entre ellos el que se conoció a la 01:12 horas y en donde se pasó la meta: $ 17 366 218 933. En ese momento, Don Francisco agradeció a todos por el éxito de la campaña y se siguió con el programa. A las 02:30 horas se entregó el último cómputo, alcanzando la cifra de $ 18 890 559 347. Luego de aquello Mario Kreutzberger se dirigió al público presente: "Así hemos llegado al final de esta jornada. Así han pasado más de 27 horas, casi 28 horas. En este pequeño grupo de personas, son más de las 2 y media de la madrugada, represento a los miles de voluntarios que participaron de esta fiesta de la televisión chilena. En una jornada difícil, una jornada emotiva, vibrante y....por muchas horas preocupante, pero finalmente, hemos logrado lo que queríamos: terminar este año con una fiesta solidaria. Olvidar el terremoto, el maremoto, las muertes, ponernos de pie, reconstruir y mantener esto que nos ha hecho tan únicos en el mundo: el corazón. Por eso la Teletón dijo "Somos un solo corazón" y eso queremos mantenerlo. Gracias a todos los que colaboraron con nosotros, de Arica a Magallanes, de cordillera a mar. ¡¡Buenas noches Chile!!" Don Francisco Luego del discurso de despedida, se entonó el "Himno de la alegría" acompañado de un show pirotécnico, con el cual se cerró la transmisión televisiva. Presentaciones musicales: - Alberto Plaza con DJ Méndez, Pablo Herrera, Nicole & Francisca Valenzuela — "Que cante la vida" - Faith No More — "Ashes to ashes" / "Midlife crisis" / "Qué he sacado con quererte" - DJ Méndez — "Josephine" / "Chileno 'e corazón" / "Lady" - Carlos Baute — "Quién te quiere como yo" / "Colgando en tus manos" - Los Bunkers — "Quién fuera" / "Llueve sobre la ciudad" - Illapu — "Candombe para José" / "Morena esperanza" - Francisca Valenzuela — "Afortunada" / "Muérdete la lengua" - Ricardo Montaner — "Soy feliz" / "En el último lugar del mundo" - Juan Luis Guerra — "Las avispas" / "Bachata en Fukuoka" / "La bilirrubina" - Natalino — "Ángel del pasado" / "Cuando estás" - Yuri — "Arrepentida" / "La maldita primavera" - Pedro Fernández — "Amarte a la antigua" / "Mi forma de sentir" / "Yo no fui" - Congreso — "Con los ojos en la calle" / "En todas las esquinas" - Inti-Illimani Histórico - "Quinteto del tren" / "Samba Landó" - Cosculluela — "Prrrum" / "Na na nau" - Beto Cuevas — "Un minuto de silencio" / "Háblame" - Américo — "Te vas" / "Adiós amor" / "Que levante la mano" - David Bisbal — "Ave María" / "Wavin' flag" |

Notas
- Durante el recambio de público, se pasó al estudio número 2 donde estuvieron varios animadores quienes recibieron algunas donaciones.

### Transmisión en línea
Nicolás Copano, Juan Manuel Astorga, Jean Philippe Cretton, y Valeria Ortega Schettino se encargaron de realizar la transmisión en línea del evento, manteniendo el contacto y comentarios con las personas vía Twitter y Facebook.
Respecto de Twitter, el hashtag #teletonchile llegó a ser lo más comentado a nivel mundial desde el comienzo del evento; así como también pasadas las 22:00 horas del sábado, fueron apareciendo también palabras relacionadas al evento como "lo más comentado", como "Don Corleone" (frase mencionada por el vocalista de Faith No More Mike Patton aludiendo a Don Francisco, comparándolo con el personaje principal del libro y película El Padrino Vito Corleone), "Luksic" (luego de la donación que realizó la señora del empresario y magnate chileno de mil millones de pesos chilenos; a su vez, la palabra "Farkas" también fue mencionada aludiendo al también magnate nacional que el año 2008 realizó una donación idéntica en cantidad, pero que en esta oportunidad y luego de la polémica en que se vio envuelto luego de aquella donación decidió aportar en privado), y sobre los diversos artistas que participaban en el show como "Américo", "Beto Cuevas", "Montaner", "Yuri", entre otros.

## Recaudación

### Cómputos parciales

Recaudación de la Teletón 2010, en gris la Teletón 2008.

En total se entregaron 13 cómputos parciales y son los que se presentan a continuación, sin considerar la primera donación y la cantidad total que aportaron las empresas auspiciadoras de la Teletón.
| Hora            | Monto en pesos   | % meta   | Monto en dólares | Monto en euros |
| --------------- | ---------------- | -------- | ---------------- | -------------- |
| 22:35           | $ 333 363        | 0,002 %  | $691             | 515 €          |
| 22:44           | $ 4 177 703 219  | 25,18 %  | $ 8 662 043      | 6 458 425 €    |
| 23:54           | $ 4 991 830 579  | 30,09 %  | $ 10 350 053     | 7 717 007 €    |
| 02:38           | $ 5 630 231 414  | 33,94 %  | $ 11 673 712     | 8 703 928 €    |
| 07:23           | $ 6 490 832 885  | 39,13 %  | $ 13 458 083     | 10 034 355 €   |
| 09:52           | $ 6 578 478 802  | 39,65 %  | $ 13 639 807     | 10 169 849 €   |
| 13:31           | $ 7 076 559 277  | 42,66 %  | $ 14 672 526     | 10 939 845 €   |
| 16:38           | $ 8 659 682 618  | 52,20 %  | $ 17 954 971     | 13 387 239 €   |
| 19:13           | $ 9 155 231 207  | 55,19 %  | $ 18 982 441     | 14 153 231 €   |
| 20:59           | $ 10 136 816 794 | 61,10 %  | $ 21 017 659     | 15 670 781 €   |
| 22:14           | $ 11 218 272 691 | 67,72 %  | $ 23 259 948     | 17 342 633 €   |
| 23:44           | $ 13 650 705 106 | 82,28 %  | $ 28 303 349     | 21 102 996 €   |
| 00:23           | $ 15 764 471 202 | 95,02 %  | $ 32 686 028     | 24 370 724 €   |
| 01:12           | $ 17 366 218 933 | 104,68 % | $ 36 007 089     | 26 846 910 €   |
| 02:30           | $ 18 890 559 347 | 113,87 % | $ 39 167 654     | 29 203 429 €   |
| 21 de diciembre | $ 24 420 293 420 | 147,20 % | $ 50 632 995     | 37 751 995 €   |

Notas:* Tasa de conversión: 1 dólar equivalente a $482,3; 1 euro equivalente a $646,861.

### Aportes de empresas auspiciadoras

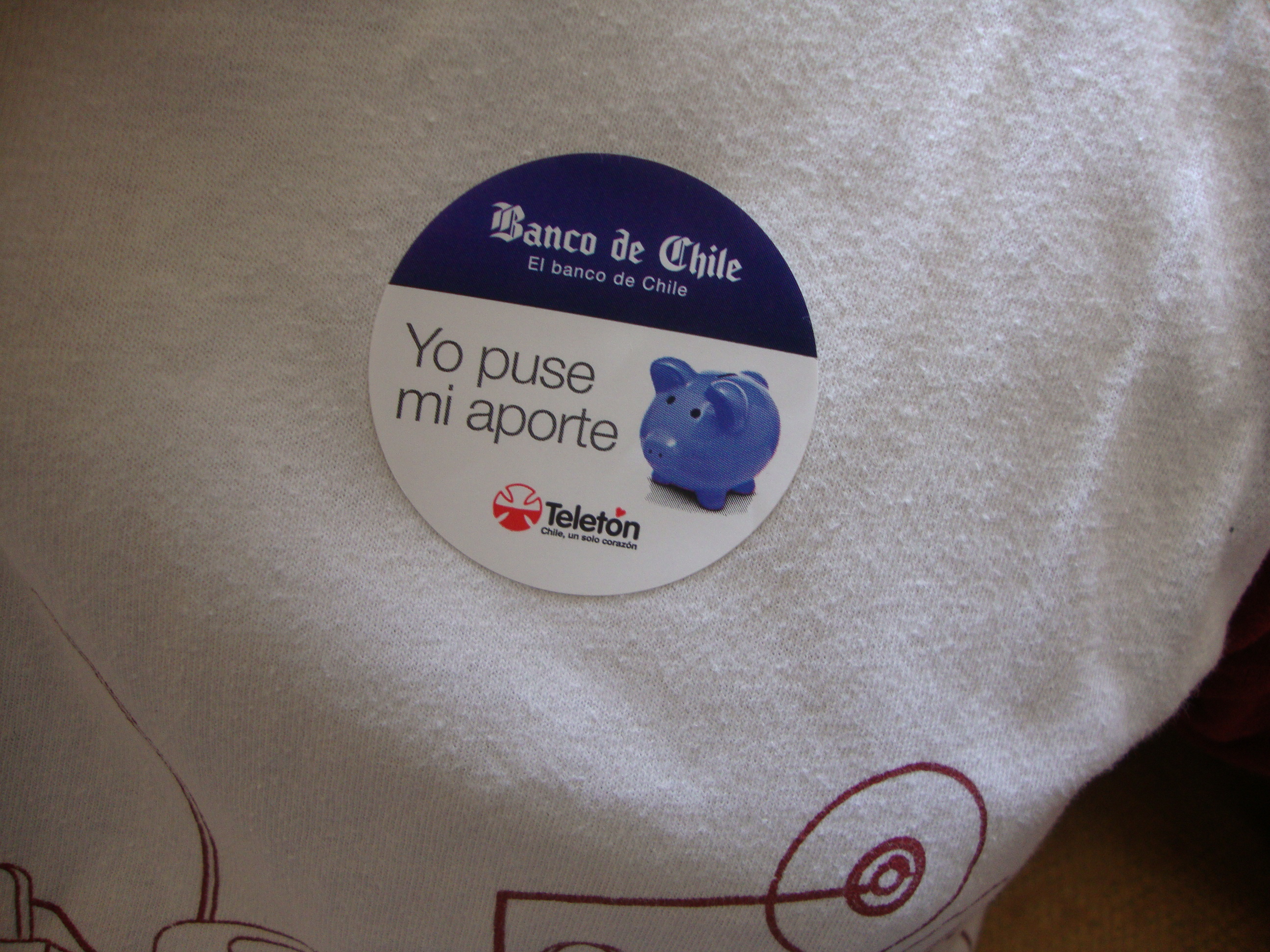
Distintivo de cooperación en la Teletón 2010

Las empresas auspiciadoras de esta Teletón fueron las que se describen a continuación:
| Empresa          | Giro                     | Monto en pesos | Monto en dólares | Monto en euros |
| ---------------- | ------------------------ | -------------- | ---------------- | -------------- |
| Aceite Belmont   | Aceites                  | $95 000        | $196 973         | 146 863€       |
| Banco de Chile   | Banco                    | $1 000         | $2 073 398       | 1 545 927€     |
| Campanario       | Pisco                    | $331 086 511   | $686 474         | 511 836€       |
| Cerveza Cristal  | Cerveza                  | $331 086 511   | $686 474         | 511 836€       |
| Pepsi            | Gaseosa                  | $331 086 511   | $686 474         | 511 836€       |
| Nestlé Pure Life | Agua purificada          | $331 086 511   | $686 474         | 511 836€       |
| Claro            | Telecomunicaciones       | $205 747 002   | $426 595         | 318 070€       |
| Colún            | Productos lácteos        | $108 733 244   | $224 981         | 168 094€       |
| Confort          | Papel higiénico          | $260 000       | $539 084         | 401 941€       |
| LadySoft         | Toallas femeninas        | $260 000       | $539 084         | 401 941€       |
| Copec            | Gasolinera               | $227 109 000   | $470 887         | 351 094€       |
| Daily Gotas      | Edulcorante              | $120 000       | $248 808         | 185 511€       |
| IP Chile         | Instituto Profesional    | $100 699 144   | $208 789         | 155 674€       |
| LAN Airlines     | Aerolínea                | $210 000       | $435 414         | 324 645€       |
| Livean           | Jugo en polvo            | $212 500 000   | $440 597         | 328 510€       |
| Lucchetti        | Pastas                   | $212 500 000   | $440 597         | 328 510€       |
| Los Héroes       | Caja de compensación     | $300 000       | $622 019         | 463 778€       |
| Mabe             | Electrodomésticos        | $85 722 400    | $177 737         | 132 521€       |
| Omo              | Detergentes              | $119 830 000   | $248 455         | 185 248€       |
| Packard Bell     | Computación              | $100 235 431   | $207 828         | 154 957€       |
| Pampers          | Pañales                  | $100 000       | $207 340         | 154 593€       |
| Ripley           | Tiendas por departamento | $335 000       | $694 588         | 517 886€       |
| Sodimac          | Tienda de retail         | $460 000       | $957 910         | 714 218€       |
| Soprole          | Productos lácteos        | $255 000       | $528 717         | 394 211€       |
| Tapsin           | Farmacéutica             | $100 245 933   | $207 850         | 154 973€       |
| Té Supremo       | Té                       | $112 000       | $232 221         | 173 144€       |

### Remates
Como todos los años, se realizaron los clásicos remates de objetos donados voluntariamente a la Teletón. Los resultados de esta edición fueron:
| Objeto              | Descripción | Monto inicial | Monto final |
| Zapatillas          | Pertenecientes a Roger Federer, nuevas y autografiadas.                                                         | $ 2 200 000   |             |
| Raqueta             | Perteneciente a Fernando González, autografiada.                                                                | $ 1 000       |             |
| Zapato Izquierdo    | Perteneciente a Diego Forlán, autografiado.                                                                     | $1 000        |             |
| Zapato Izquierdo    | Perteneciente a David Villa, autografiado.                                                                      | $1 000        |             |
| Camiseta (España)   | Perteneciente a David Bisbal, autografiada por la selección española después de haber ganado la Copa del Mundo. |               | $20 000     |
| Vestido             | Perteneciente a Leonor Varela, usado en la película Qué pena tu vida.                                           | $1 000 .000   |             |
| Traje de rescatista | Perteneciente a Manuel González.                                                                                | $3 000        |             |

### Tareas
- Ripley: Si se llegaba a las 70 000 compras navideñas antes de las 16:00 horas del sábado, la empresa donaba $200 000 000 adicionales a su donación base.
- Líder: Si se lograban 400 000 compras en supermercados Líder entre las 09:00 y las 15:00 horas del sábado, se donaban 100 millones adicionales.

## Controversias
- El Sindicato de Trabajadores N.º 1 de la División Norte de la empresa cuprífera estatal Codelco, decidió no entregar su aporte a la campaña, a diferencia de lo realizado en sus versiones anteriores (en 2008 su aporte fue de 50 millones de pesos). La molestia del sindicato surgió por la postergación en la construcción del centro de rehabilitación en la ciudad de Calama, Región de Antofagasta,[17] que debía estar listo el año 2011. El 30 de noviembre, la animadora Cecilia Bolocco había confirmado el inicio de las obras del centro Teletón en esa ciudad para el primer semestre de 2011.[18]
- Luego de la presentación de la banda de rock Faith No More, su vocalista Mike Patton agradeció a Mario Kreutzberger en un perfecto español con la frase "Gracias a ti, Don Corleone", haciendo referencia al líder de la mafia de la novela El Padrino, tras lo cual le besó la mano, a lo que el animador sólo respondió con una tímida risa.[19][20] Dicho episodio fue ampliamente comentado en redes sociales como Twitter y Facebook.[21] El director de la transmisión Mauricio Correa, afirmó al día siguiente en una entrevista que "Don Francisco no es Don Corleone, es un padre. Es un padre que nos quiere, es un padre que nos aconseja en momentos complicados. Es una guía (sic) y una persona a la que queremos mucho y respetamos todos quienes trabajamos en la Teletón".[22] El mismo Kreutzberger declaró después que "Me pareció fantástico, me lo tomé bien y me dio poder. Debe haber sido por la corbata".[23]